# 安城学園高等学校
安城学園高等学校（あんじょうがくえんこうとうがっこう）は、愛知県安城市にある私立高等学校である。

## 概要
通称は「安学」（アンガク）。学校法人安城学園が運営し、校舎は安城市の中心部に位置している。
元は女子校であり、男子校だった岡崎城西高等学校（愛知県岡崎市）とは姉妹関係にあるが、1999年（平成11年）に両校とも男女共学へ移行している。

## 沿革
- 1906年（明治39年） - 寺部だいが安城裁縫塾（前身）として桜井村（現安城市桜井町）に開設。
- 1910年（明治43年）11月 - 安城市朝日町に移転。
- 1912年（大正元年）4月 - 安城裁縫女学校として認可、開設。
- 1917年（大正6年）11月 - 安城女子職業学校に改称。
- 1925年（大正14年） - 現在の安城市小堤町に移転。
- 1948年（昭和23年）4月 - 学制改革により、安城学園女子高等学校となる。
- 1958年（昭和33年）4月 - 安城学園女子短期大学附属高等学校に改称。
- 1982年（昭和57年）4月 - 安城学園高等学校に改称。
- 1999年（平成11年）4月 - 男女共学に移行。
- 2012年（平成24年）11月 - 創立100周年を迎えた。

## 部活動
吹奏楽部が盛んな学校である。全国大会（全日本吹奏楽コンクール）へは1995年（平成7年）から2015年（平成27年）までの間に13回出場を誇る。また（全日本マーチングコンテスト）には2010年（平成22年）から2015年（平成27年）まで5年連続出場している。
バスケットボール部や陸上部も盛んに活動を行っている。バスケットボール部は全国大会出場の常連である。2010年（平成22年）にはバスケットボール部男女、ゲートボール部、吹奏楽部、卓球部が全国大会へ出場した。なお、バスケットボール部男女の全国大会へのアベック出場は県下初である。また、弦楽部なども2017年（平成29年）度から3年連続で全国大会に出場を果たしている。

## 歴代校長
- 寺部だい：初代校長
- 熊谷誠人：現校長

## 著名な教員
- 金子寛治 - 元バスケットボール男子日本代表。

## 出身著名人
- KENTA - ミュージシャン。SPYAIRのドラム。
- 近藤晃央 - シンガーソングライター。
- 野口由芽 - アイドル。SKE48。
- 加納誠也 - バスケットボール選手。
- アイメレク・モニィーク - バスケットボール選手。
- 土田帆乃香 - バスケットボール選手。
- 岡田真那美 - バスケットボール選手。
- 野口さくら - バスケットボール選手。
- 美口まつり - バスケットボール選手。
- 近藤京 - バスケットボール選手。
- 穴澤冴 - バスケットボール選手。
- 村田優希 - バスケットボール選手。
- 齋藤利恵 - バスケットボール選手。

## アクセス
さるびあ交通によってスクールバスが運行されていたが、現在は廃止されている。
- 名鉄西尾線 南安城駅から徒歩で約15分。
- JR東海道本線 安城駅から徒歩で約10分。